# Agostino Pennisi di Floristella

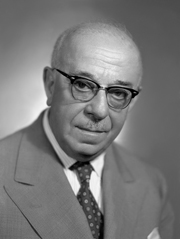
Agostino Pennisi Statella

Agostino Pennisi Statella, Baron von Floristella (* 10. August 1890 in Acireale; † 19. August 1963 ebenda) war ein italienischer Numismatiker und Sammler sowie Politiker.

## Leben
Agostino wurde  als ältester Sohn von Salvatore, Baron von Floristella und seiner Frau Gabriella Statella auf Sizilien geboren. In einem Selbstporträt vom 4. November 1911 zeigte er sich als eleganten jungen Mann im Herbstlicht. Er korrespondierte mit dem neuprovenzalischen Dichter und Nobelpreisträger Frédéric Mistral und schloss seine literarischen Studien in Catania und Pavia im Jahre 1912 mit der Promotion über die Legende der heiligen Thais ab. Ein Jahr später wurde sein gereimtes Morgenständchen in Acireale gedruckt. Es folgte ein Orientalisches Triptychon.
Am 4. Juni 1914 heiratete er Agata Fràncica-Nava, mit der er neun Kinder hatte. 1916 wurden er und seine Brüder Antonio und Giuseppe einberufen. Er musste seinen gerade geborenen zweiten Sohn Orazio zurücklassen, um bei der Dritten Armee am Isonzo im Rang eines Leutnants zu dienen. Als Fahrer im Rettungsdienst des Roten Kreuzes arbeitete er auf dem weiten friulanischen Kriegsschauplatz von Cervignano del Friuli nach Begliano und von Turriaco nach Versa, Vertoiba und bis Bainsizza. Geübt in Aufnahmen der Numismatik, führte Agostino Pennisi mit einer kleinen Kodakkamera ein fotografisches Tagebuch. Während des Krieges, zwischen Sommer 1917 und Herbst des folgenden Jahres belichtete er 199 Rollfilmnegative, die Augenblicke im Leben der Soldaten und der Zivilbevölkerung in unmittelbarer Nähe der Front festhielten. Am 9. November 1918 machte er sich von Carpenedo auf den Weg zurück zu seiner Familie.
Pennisi galt als  Kenner der griechisch-sizilianischen Münzkunde. 1931 erbte er von seinem Vater als Familienbesitz  Münzprägungen aus dem Syrakus des sechsten bis vierten vorchristlichen Jahrhunderts, Goldstücke, darunter ein einzigartiges mit der auf Messina bezogenen griechischen Aufschrift „Messenion“, silberne Tetradrachmen aus Naxos, Palermo, Agrigent und Kamarina. Einst waren Richard Wagner, Prinz Karl von Preußen und Erzherzog Karl von Österreich nach Acireale gekommen, um sie zu bewundern. Heute befinden sie sich im Nationalmuseum von Syrakus.
Am 15. Juni 1933 würdigte er den Dichter Lionardo Vigo Calanna (1799–1879), der schon in der Mitte des 19. Jahrhunderts sizilianische Volkskultur beschrieb. Er berichtete am 12. Juni 1934 der königlichen Akademie der Wissenschaften und Künste in Acireale von neuen Münzen in seiner Sammlung. 1943 wurde er Präfekturkommissar von Acireale, 1946 gewählter Akademiepräsident, 1948 wurde er für die 1. Legislaturperiode in den Senat gewählt, erneut 1958 für die 3. und 1963 die 4. Legislaturperiode, in der nach seinem Tod Giuseppe Molinari nachrückte.  Außerdem war er Gutachter für den Schatzfund von Ognina. Im Jahr 1954 ernannte ihn das Deutsche Archäologische Institut zum Mitglied.

## Veröffentlichungen
- Mattinata. Versi. s. n., Acireale 1913.
- Trittico Orientale. Idilli biblici. s. n., Catania 1914.
- Agostino Pennisi Floristella, Agostino Pennisi Statella – Frédéric Mistral, Carteggio 1911–1913, PDF-Datei (1,4 MByte, italienisch).
- Taccuino fotografico di guerra. Edizioni del Consorzio culturale del Monfalconese, San Canzian d’Isonzo 1999.
- Una Canzone di Gesta in Pieno Secolo XIX., Acireale 1933 PDF-Datei (1,8 MByte, italienisch)